# Chapelle des Pénitents bleus d'Aix-en-Provence
Pour les articles homonymes, voir Chapelle des Pénitents bleus.
La chapelle des Pénitents bleus est une chapelle désaffectée située à Aix-en-Provence, au 2, rue du Bon-Pasteur. Le monument fait l'objet d’une inscription partielle au titre des monuments historiques depuis 1942.

## Histoire
La chapelle est construite en 1771. Elle est désaffectée au culte. Elle abrite  un institut pour étudiants américains.